# Коцюба, Гордий Максимович
Гордий Максимович Коцюба (настоящая фамилия Коцегуб; 3 [15] января 1892 или 2 [14] января 1892, Костев, Харьковская губерния — 17 декабря 1938, Харьков) — украинский советский писатель и публицист.

## Биография
Родился 3 (15) января 1892 года в крестьянской семье. После окончания трёхлетней народной школы работал писарем в канцеляриях. В 1912 году окончил Валковское реальное училище.
Сдав экстерном экзамены за восемь классов гимназии, поступил на юридический факультет Петербургского университета, который окончил в 1917 году. Член Украинской партии социалистов-революционеров (октябрь 1917 — май 1918), Украинской партии социалистов-революционеров (боротьбистов) (1918—1920). С октября 1921 года несколько месяцев работал в пресс-бюро советского посольства в Варшаве. Один из основателей и редакторов журнала «Шляхи мистецтва» (Пути искусства, Харьков, 1921—1923). Работал в редакциях газет и журналов.
21 марта 1938 года арестован органами НКВД. 17 декабря этого же года военный трибунал Харьковского военного округа приговорил его к высшей мере наказания — расстрелу.

## Творчество
Произведения Коцюбы начали издаваться с 1919 года. Он был членом литературных организаций Гарт (1923—1925), ВАПЛИТЕ (1925—1927), Пролитфронт (1930—1931), с 1934 года состоял в Союзе советских писателей Украины. Коцюба считался одним из «зачинателей украинского пролетарского литературного движения», начавшим с «красного символизма», а затем постепенно смещавшимся в сторону реалистического письма. Роман «Новые берега» (1932) повествует о Днепрострое. В романе «Перед грозой» (Киев, 1938; 1958) воссоздал революционные события на Криворожье накануне 1-й мировой войны.